# Pristava (gmina Ljutomer)
Pristava – wieś w Słowenii, w gminie Ljutomer. W 2018 roku liczyła 236 mieszkańców.